# Aérodrome de Régina
 (avril 2025).
L'aérodrome de Régina (code IATA : REI • code OACI : SOOR) est un piste desservant Régina, une commune de Guyane française sur le Fleuve Approuague. La piste se trouve le long de la côté ouest du village.

## Situation
| \| 50 km1:7 108 000 \| Cayenne Saül Saint-Laurent · du-Maroni Saint-Georges · de-l'Oyapock Maripasoula Grand-Santi Régina Camopi Saint-Élie Ouanary |
| 50 km1:7 108 000 |

## Statistiques
Pour des raisons techniques, il est temporairement impossible d'afficher le graphique qui aurait dû être présenté ici.

Voir la requête brute et les sources sur Wikidata.